# Guénin
Guénin település Franciaországban, Morbihan megyében. Lakosainak száma 1895 fő (2022. január 1.). Guénin Plumelin, La Chapelle-Neuve, Baud, Saint-Barthélemy, Évellys és Pluméliau-Bieuzy községekkel határos.

## Népesség
A település népességének változása:
| Lakosok száma | 1517 | 1319 | 1239 | 1362 | 1657 | 1718 | 1769 | 1822 | 1848 | 1895 |
|               | 1968 | 1982 | 1990 | 2006 | 2013 | 2015 | 2017 | 2019 | 2020 | 2022 |